# Héctor Bellerín
Héctor Bellerín Moruno, född 19 mars 1995 i Barcelona, är en spansk fotbollsspelare som spelar för Real Betis. Hans position är högerback. Bellerín har även representerat Spaniens landslag.

## Klubbkarriär
Héctor Bellerín är född i Badalona, Spanien och startade sin klubbkarriär i FC Barcelona där han spelade för klubbens ungdomslag. Han flyttade till Arsenal sommaren 2011 och skrev på sitt första proffskontrakt med klubben i juli 2013. Bellerín spelade sin första tävlingsmatch med Arsenals A-lag 25 september 2013 mot West Bromwich Albion då han kom in som avbytare i 95:e matchminuten mot Mikel Arteta.
Den 16 september 2014 gjorde Bellerin sin Uefa Champions League-debut i en bortamatch mot Borussia Dortmund. En månad senare debuterade han i Premier League mot Hull City. Under vintern 2014–2015 lyckades Bellerín etablera sig på högerbacksplatsen till följd av skador på Mathieu Debuchy, och sviktande form på Calum Chambers. Sitt första mål gjorde han i en 5–0-seger mot Aston Villa i februari 2015. Han gjorde också Arsenals 1–0-mål i en hemmamatch mot Liverpool i april, en match som Arsenal slutligen vann med 4–1.
I november 2016 skrev Héctor Bellerín på ett långtidskontrakt med Arsenal.
Säsongen 2018/2019 spolierades till stor del av skador. Efter en lättare muskelskada i oktober råkade han ut för en lårskada som höll honom borta från spel från 17 december till 11 januari 2019. I återkomsten mot Chelsea den 19 januari fick han en knäskada, och först i september 2019 kunde han göra comeback – och noterades för en assist – i 5–0-segern mot Nottingham Forest i Ligacupen. 
Den 31 augusti 2021 lånades Bellerín ut till Real Betis på ett säsongslån.
Den 1 september 2022 värvades Bellerín på fri transfer av Barcelona, som han tidigare representerade som junior.
Den 31 januari 2023 värvades Bellerín av Sporting Lissabon.
Den 18 juli 2023 återvände Bellerín till Real Betis, denna gång på ett permanent avtal.

## Meriter

### Klubblag

#### Arsenal
- FA-cupen: 2014/2015, 2016/2017, 2019/2020
- FA Community Shield: 2015, 2017, 2020
- Engelska Ligacupen: finalförlust 2017/2018

#### Real Betis
- Copa del Rey: 2021/2022[18]